# Wintana Rezene
Wintana Rezene (Milano, 21 aprile 1987) è una conduttrice televisiva, conduttrice radiofonica e scrittrice italiana.

## Biografia
Si è laureata nel 2009 in Scienze della Comunicazione presso l'Università degli Studi di Milano.

### Carriera radiofonica
Esordisce nel 2006 durante gli anni del liceo, a Radio Popolare come inviata per il programma Jalla-Jalla di Paolo Maggioni e Claudio Agostoni, arrivando nel 2008 a scrivere e co-condurre la trasmissione in terza serata Dj Toubab con Giampiero Kesten. Nell'estate del 2012 conduce con Marco MixUp su Radio Deejay una trasmissione d'intrattenimento nella fascia pomeridiana e collabora prestando la voce in alcuni sketch, per il programma Asganaway.

### Carriera televisiva
Parallelamente agli studi universitari inizia uno stage come assistente presso l'ufficio casting di MTV Italia, dove ha modo di visionare l'intero panorama italiano di aspiranti volti televisivi.
In seguito, nel 2010 MTV Italia decide di far ripartire, dopo un anno di interruzione, il programma di punta della rete Total Request Live On Tour, con un nuovo nome Total Request Live On the Road ed è qui che quasi per caso, viene provinata e scelta per la co-conduzione del programma. Parte da qui un tour di sei mesi nelle principali piazze italiane insieme ad altri volti emergenti del panorama nazionale come Brenda Lodigiani, Andrea Cadioli e Alessandro Arcodia, che la vede intervistare il panorama musicale italiano e internazionale, come Marracash, Nesli, Noemi, Emma Marrone, Marco Mengoni, Marco Carta, Finley, Skunk Anansie, Tokio Hotel. Nello stesso anno sempre su MTV Italia, co-conduce dal backstage, al fianco di J-Ax i TRL Awards 2010, con ospiti del calibro di Alessandra Amoroso, Arisa, Nina Zilli, Malika Ayane, Le Vibrazioni.
Gli anni di MTV Italia la vedono anche protagonista delle due edizioni 2010 e 2011 degli MTV Days a Torino e dei TRL Awards 2011.
Terminata l'esperienza a MTV Italia, si trasferisce per qualche mese a Londra e collabora con diverse agenzie di comunicazione, ed è in quei mesi che viene contattata a ottobre del 2011 per condurre il programma musicale PopCake su Deejay TV. A maggio 2012, sempre su Deejay TV, inaugura il nuovo programma di punta della rete, Occupy Deejay negli studi di Via Massena 2, che la vedono tutti i giorni in diretta dal maggio 2012 al maggio 2013, con diversi ospiti nazionali e internazionali provenienti dal panorama musicale, sportivo e di attualità tra cui: Jovanotti, Jared Leto, Ellie Goulding, Goo Goo Dolls, Kasabian, Gué Pequeno, Erica Mou, Renzo Rubino, Clementino, Yōichi Takahashi, Benny Benassi, Conor Maynard.
Finita l'esperienza con Deejay TV, a ottobre 2013 inizia a collaborare alla settima edizione di  X Factor, raccontando i retroscena dal backstage e ideando e conducendo per il sito ufficiale xfactor.sky.it la rubrica Winty Tips.
Ad aprile 2014 è attrice per alcuni sketch per Giass su Canale 5.
A ottobre 2014 viene riconfermata all'ottava edizione di  X Factor per raccontare i retroscena dal backstage con la rubrica Backstage Tales.
Marzo 2015 vede il suo ritorno a MTV Italia in qualità di madrina e inviata speciale al Cosmoprof di Bologna, la fiera leader mondiale per l'industria di bellezza professionale, in occasione dei Hair Awards 2015 by UnitedProFuture promossi dal brand di haircare L'Orèal Professionnel.
L'11 e 12 settembre 2015 in occasione della terza edizione degli MTV Digital Days, è al timone nella conduzione di uno speciale per la rete MTV Next. Ad ottobre 2015, sempre per MTV Italia, è l'inviata ufficiale in occasione della  MTV Music Week, la settimana che precede gli MTV Europe Music Awards 2015.

### Altre esperienze
Conduce nel 2010 il TNT - Festival dei Giovani Talenti di Roma, nella cornice dello Spazio del Novecento di Roma, promosso dal Dipartimento per la gioventù.
Nel settembre del 2013 è madrina e presentatrice della cerimonia di premiazione finale del Milano Film Festival 2013 al Piccolo Teatro di Milano.
A Gennaio 2014 è presentatrice e madrina del Festival di Musica Indipendente Bisceglie Push Up. A Febbraio 2014 è testimonial e conduttrice della rubrica web Backstage Star per il brand Testanera in occasione della Milano Fashion Week.
Da Giugno a Luglio 2014 è testimonial e conduttrice della rubrica web "Winty Rocks" per il brand Control Italia in occasione del Rock in Roma.
Il 28 maggio 2015 presso il  Vodafone Village di Milano è chiamata a presentare la giornata organizzata da  TEDxMilano intitolata Unlock the Future - TEDxMilanoWomen.
A Luglio 2015 in occasione delle  Vodafone Music Nights presenta la serata con ospite Giuliano Palma presso la Darsena di Milano.
Collabora scrivendo per Metro News e La città Nuova blog del Corriere della Sera.

## Televisione
- Total Request Live On the Road (Mtv, 2010)
- TRL Awards 2010 (Mtv, 2010)
- MTV Days 2010 (Mtv, 2010)
- TRL Awards 2011 (Mtv, 2011)
- MTV Days 2011 (Mtv, 2011)
- PopCake (Deejay TV, 2011)
- Occupy Deejay (Deejay TV, 2012-2013)
- X Factor (Sky Uno, 2013-2014)
- Giass (Canale 5, 2014)
- Hair Awards 2015 by United Pro Future (MTV, 2015)
- MTV Digital Days (MTV, 2015)

## Radio
- Jalla-Jalla (Radio Popolare, 2006-2007)
- Dj Toubab (Radio Popolare, 2008)
- Winty & Marco MixUp (Radio Deejay, 2012)
- Asganaway (Radio Deejay, 2012)

## Web
- Telekinder (Kinder - YAM112003, 2011)
- Winty Tips X Factor (Pupa, 2013)
- Beauty Routine by Pupa X Factor (Pupa, 2013)
- Backstage Star - Milano Fashion Week (Testanera, 2014)
- Winty Rocks Rock in Roma (Control Italia, 2014)
- Backstage Tales X Factor (Testanera, 2014)
- United Pro Future 2015 MTV Italia (L'Orèal, 2015)
- MTV Music Week 2015 MTV Italia (2015)